# Episodi di Mystery! (sesta stagione)
La sesta stagione della serie televisiva Mystery! è stata trasmessa in anteprima negli Stati Uniti d'America dalla Public Broadcasting Service tra il 24 ottobre 1985 e il 29 maggio 1986.
| nº | Titolo originale                                                | Titolo italiano | Prima TV USA     | Prima TV Italia |
| -- | --------------------------------------------------------------- | --------------- | ---------------- | --------------- |
| 1  | Death of an Expert Witness (Part 1)                             |                 | 24 ottobre 1985  |                 |
| 2  | Death of an Expert Witness (Part 2)                             |                 | 31 ottobre 1985  |                 |
| 3  | Death of an Expert Witness (Part 3)                             |                 | 7 novembre 1985  |                 |
| 4  | Death of an Expert Witness (Part 4)                             |                 | 14 novembre 1985 |                 |
| 5  | Death of an Expert Witness (Part 5)                             |                 | 21 novembre 1985 |                 |
| 6  | Death of an Expert Witness (Part 6)                             |                 | 28 novembre 1985 |                 |
| 7  | My Cousin Rachel (Part 1)                                       |                 | 5 dicembre 1985  |                 |
| 8  | My Cousin Rachel (Part 2)                                       |                 | 12 dicembre 1985 |                 |
| 9  | My Cousin Rachel (Part 3)                                       |                 | 19 dicembre 1985 |                 |
| 10 | My Cousin Rachel (Part 4)                                       |                 | 26 dicembre 1985 |                 |
| 11 | Agatha Christie's Miss Marple: The Body in the Library (Part 1) |                 | 2 gennaio 1986   |                 |
| 12 | Agatha Christie's Miss Marple: The Body in the Library (Part 2) |                 | 9 gennaio 1986   |                 |
| 13 | Agatha Christie's Miss Marple: The Body in the Library (Part 3) |                 | 16 gennaio 1986  |                 |
| 14 | Agatha Christie's Miss Marple: The Moving Finger (Part 1)       |                 | 23 gennaio 1986  |                 |
| 15 | Agatha Christie's Miss Marple: The Moving Finger (Part 2)       |                 | 30 gennaio 1986  |                 |
| 16 | The Adventures of Sherlock Holmes II: The Greek Interpreter     |                 | 6 febbraio 1986  |                 |
| 17 | The Adventures of Sherlock Holmes II: The Resident Patient      |                 | 13 febbraio 1986 |                 |
| 18 | The Adventures of Sherlock Holmes II: The Norwood Builder       |                 | 20 febbraio 1986 |                 |
| 19 | The Adventures of Sherlock Holmes II: The Copper Beeches        |                 | 27 febbraio 1986 |                 |
| 20 | The Adventures of Sherlock Holmes II: The Red-Haired League     |                 | 6 marzo 1986     |                 |
| 21 | The Adventures of Sherlock Holmes II: The Final Problem         |                 | 13 marzo 1986    |                 |
| 22 | Charters and Caldicott (Part 1)                                 |                 | 20 marzo 1986    |                 |
| 23 | Charters and Caldicott (Part 2)                                 |                 | 27 marzo 1986    |                 |
| 24 | Charters and Caldicott (Part 3)                                 |                 | 3 aprile 1986    |                 |
| 25 | Charters and Caldicott (Part 4)                                 |                 | 10 aprile 1986   |                 |
| 26 | Charters and Caldicott (Part 5)                                 |                 | 17 aprile 1986   |                 |
| 27 | Charters and Caldicott (Part 6)                                 |                 | 24 aprile 1986   |                 |
| 28 | Partners in Crime II: The Ambassador's Boots                    |                 | 1º maggio 1986   |                 |
| 29 | Partners in Crime II: The Man in the Mist                       |                 | 8 maggio 1986    |                 |
| 30 | Partners in Crime II: The Case of the Missing Lady              |                 | 15 maggio 1986   |                 |
| 31 | Partners in Crime II: The Unbreakable Alibi                     |                 | 22 maggio 1986   |                 |
| 32 | Partners in Crime II: The Crackler                              |                 | 29 maggio 1986   |                 |